# Kloubový autobus

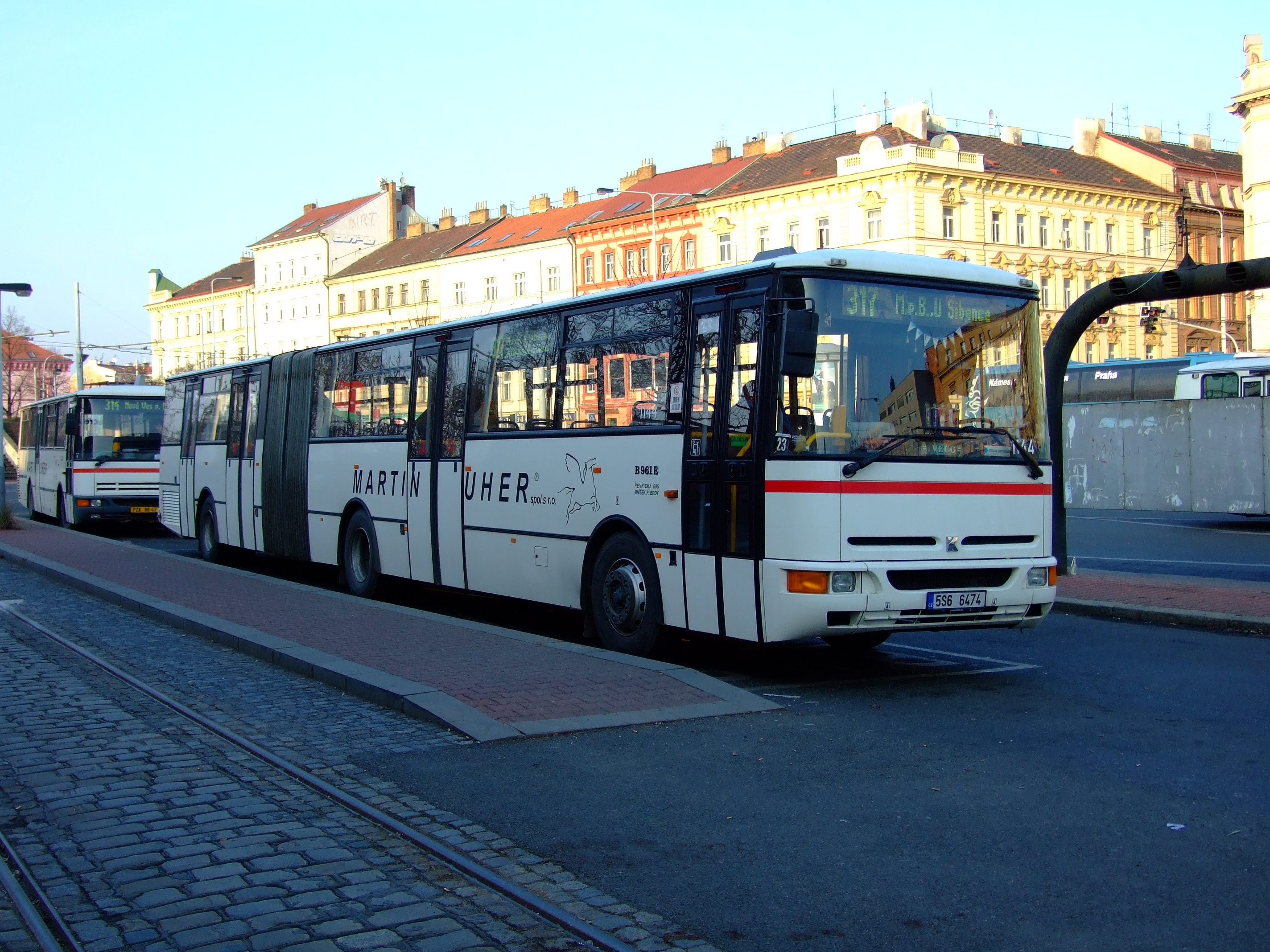
Karosa B 961 v Praze u Smíchovského nádraží

Kloubový autobus (též článkový autobus, hovorově také „harmonika“ nebo "kloubák") je dvoudílné (případně vícedílné) silniční vozidlo pro přepravu osob, jehož díly jsou trvale spojeny pohyblivou, natáčivou konstrukcí, nazývanou kloub. Na rozdíl od autobusu s autobusovým přívěsem není možné připojený (zadní) díl podle potřeb provozu odpojovat. Prostor pro cestující je společný, průchozí po celé délce vozidla. Tím je podobně jako u autobusů s přívěsy docíleno vysoké kapacity soupravy při zachování schopnosti manévrování. Navíc jsou kloubové autobusy výhodnější z hlediska odbavování cestujících, bezpečnosti provozu, dohledu nad pořádkem ve vozidle i samotného ovládání vozidla. Nevýhodou je nemožnost část soupravy odpojit a tím zvýšit ekonomickou i ekologickou výhodnost přepravy v okamžiku nižší přepravní poptávky. Koncepčně byla především starší vozidla (Ikarus 280, prototyp Škoda 706 RTO-K) řešena jako tažná, tj. motor byl umístěn v předním díle vozidla, poháněna byla druhá náprava. Údržba takto umístěného motoru ale byla problematická. Novější vozidla (Irisbus, SOR) jsou řešena jako tlačná, motor se nachází vzadu, v přípojné části vozidla a poháněna je poslední náprava, podobně jako u klasických autobusů (Irisbus Citelis 12M, SOR NB 12). Konstrukčně obdobně jsou řešeny i kloubové trolejbusy. V současnosti (březen 2011) jsou kloubové trolejbusy často stavěny na základě modifikovaných autobusových karoserií.

## Kloubové autobusy v Česku
Prvním československým kloubovým autobusem byl prototyp Škoda 706 RTO-K z roku 1960. Ve druhé polovině 60. let 20. století dále vznikla několikakusová ověřovací série autobusů Karosa ŠM 16,5. Od 70. do 90. let byly do ČSSR dováženy maďarské článkové vozy Ikarus 280. Sériová produkce domácích kloubových autobusů byla v Československu zahájena až v 80. letech meziměstským typem Karosa C 744, na který navázala počátkem 90. let městská modifikace Karosa B 741. Od roku 1997 byly vyráběny modernější vozy Karosa B 941 a C 943 a později, do roku 2006, Karosa B 961.
Z moderních nízkopodlažních vozidel jsou provozovány v Česku zejména autobusy Solaris Urbino 18, Irisbus Citybus 18M, Irisbus Citelis 18M a SOR NB 18. V roce 2010 byl vyroben také první článkový autobus TEDOM C 18.